# Энергетика Ненецкого автономного округа
Энергетика Ненецкого автономного округа — сектор экономики региона, обеспечивающий производство, транспортировку и сбыт электрической и тепловой энергии. Спецификой энергетики региона является изолированность большей её части от Единой энергосистемы России, а также децентрализованность — разделение на большое количество не связанных друг с другом локальных энергосистем, обеспечивающих отдельные населённые пункты и предприятия нефтегазовой отрасли. По состоянию на начало 2021 года, на территории Ненецкого АО эксплуатировались более 260 тепловых электростанций разных типов (газотурбинные, газопоршневые, дизельные) общей мощностью более 484 МВт. Большая часть из них обеспечивает энергоснабжение предприятий по добыче нефти и газа. В 2020 году электростанции общего пользования (без учёта электростанций промышленных предприятий) произвели 128,4 млн кВт·ч электроэнергии.

## История
Первоначально электроэнергетика в Ненецком АО развивалась на основе электростанций, обеспечивавших отдельных потребителей. Так, после Великой Отечественной войны была смонтирована тепловая электростанция, обеспечившая нужды морского порта Нарьян-Мара, её оборудование поступило по репарациям из Италии. Несколько локомобилей вырабатывали электроэнергию для лесозавода, свои электростанции небольшой мощности были у моторно-рыболовной станции, в Доме Советов и даже у редакции местной газеты.
В 1959 году был пущен первый дизель-генератор мощностью 410 кВт Нарьян-Марской электростанции общего пользования. Электростанция постоянно расширялась, к 1965 году на ней работали пять дизель-генераторов общей мощностью 3,22 МВт. В 1975 году на станции были смонтированы два газотурбинных энерговагона, в 1980 году — передвижная газотурбинная электростанция мощностью 5 МВт, в 1981—1983 годах — ещё два газотурбинных энергокомплекса мощностью по 2,5 МВт. В 2003 году была введена в эксплуатацию первая очередь новой Нарьян-Марской электростанции мощностью 12 МВт (ГТЭС-12), в 2009 году заработала вторая очередь мощностью 18 МВт (ГТЭС-18). Пуск нового оборудования позволил вывести из эксплуатации устаревшие и изношенные газотурбинные энерговагоны.
После открытия нефтяных и газовых месторождений и начала их разработки началось сооружение электростанций, обеспечивающих энергоснабжение предприятий нефтегазодобывающей отрасли. Крупнейшей из них стал Энергоцентр ЦПС «Южное Хыльчую» мощностью 125 МВт, введённый в эксплуатацию в 2008 году.

## Генерация электроэнергии
По состоянию на начало 2021 года, на территории Ненецкого АО эксплуатировались более 260 тепловых электростанций разных типов (газотурбинные, газопоршневые, дизельные) общей мощностью более 484 МВт. Электростанции общего пользования включают в себя Нарьян-Марскую электростанцию и 34 дизельные электростанции. Также эксплуатируется более 200 электростанций, обеспечивающих работу нефтедобывающих предприятий (блок-станции), крупнейшей из которых является энергоцентр ЦПС «Южное Хыльчую».

### Нарьян-Марская электростанция
Расположена в г. Нарьян-Маре, основной источник энергоснабжения города. Электростанция смешанной конструкции, включает в себя газотурбинные установки и дизель-генераторы, в качестве топлива использует природный газ. Эксплуатируется с 1959 года. Установленная электрическая мощность станции — 37,05 МВт, фактический отпуск электроэнергии в 2020 году — 89,2 млн кВт·ч. Оборудование станции включает в себя пять газотурбинных установок мощностью по 6 МВт, дизель-генераторы общей мощностью 7,05 МВт, а также водогрейный котёл, использующийся для обеспечения собственных нужд станции. Принадлежит ГУП «Нарьян-Марская электростанция».

### Дизельные электростанции общего пользования
На территории Ненецкого АО имеется 34 дизельные электростанции общего пользования суммарной мощностью более 31 МВт, обеспечивающих энергоснабжение отдельных сёл и посёлков. Фактический отпуск ими электроэнергии в 2020 году составил 18,6 млн кВт·ч. Крупнейшей из них является ДЭС п. Амдерма мощностью 5,2 МВт. Эксплуатируются МП «Севержилкомсервис».

### Электростанции промышленных предприятий
На территории Ненецкого АО эксплуатируется более 200 электростанций различных типов (дизельные, газотурбинные, газопоршневые) общей мощностью 415 МВт. Они обеспечивают энергоснабжение отдельных предприятий по добыче нефти, работают изолированно друг от друга и от ЕЭС России.
- Электростанции ООО «РН-Северная Нефть» (входит в группу Роснефть) — 26 дизельных электростанций общей мощностью 26 МВт и 8 газотурбинных электростанций общей мощностью 33,1 МВт[1];
- Электростанции ООО «СК Русвьетпетро» — 14 дизельных электростанций общей мощностью 18,8 МВт, газотурбинная электростанция мощностью 36 МВт и 6 газопоршневых электростанций общей мощностью 9,2 МВт[1];
- Электростанции ОП ЗАО «Печорнефтегазпром» — две газопоршневые электростанции общей мощностью 0,6 МВт[1];
- Электростанции АО «Башнефть-Полюс» — дизельные электростанции общей мощностью 14,6 МВт[1];
- Электростанции АО «НКК-Печеранефть» — 11 дизельных электростанций и 28 газопоршневых электростанций общей мощностью 42,06 МВт[1];
- Электростанции ООО «Лукойл-Коми» — 103 дизельные электростанций общей мощностью 65,7 МВт, а также газотурбинные электростанции (включая энергоцентр ЦПС «Южное Хыльчую») общей мощностью 169,36 МВт[1].

#### Энергоцентр ЦПС «Южное Хыльчую»
Обеспечивает энергоснабжение предприятий по разработке Южно-Хыльчуюского нефтегазового месторождения. Крупнейшая электростанция региона. Введена в эксплуатацию в 2008 году. Газотурбинная теплоэлектроцентраль (ГТУ-ТЭЦ), в качестве топлива использует попутный нефтяной газ. Установленная электрическая мощность станции — 125 МВт, тепловая мощность — 120,4 Гкал/ч. Оборудование станции включает в себя пять газотурбинных установок мощностью по 25 МВт с котлами-утилизаторами, а также два водогрейных котла. Принадлежит ООО «Лукойл-Коми».

### Ветрогенерация
В 2016 году в посёлке Амдерма заработали 4 ветрогенератора общей мощностью 200 кВт.

## Потребление электроэнергии
Потребление электроэнергии в Ненецкой АО, ввиду изолированности и децентрализованности энергосистемы региона, сбалансировано с её производством. В структуре потребления электроэнергии в регионе лидируют предприятия нефтедобывающей промышленности. Энергосбытовые функции выполняют генерирующие организации — ГУП «Нарьян-Марская электростанция» и МП «Севержилкомсервис».

## Электросетевой комплекс
Энергосистема Ненецкого АО изолирована от ЕЭС России (за исключением небольшого участка вблизи ПС 220 кВ «Харьягинская», связанной с энергосистемой Республики Коми по двум ВЛ 220 кВ) и децентрализована, разделяясь на ряд изолированных друг от друга энергоузлов
Общая протяжённость линий электропередачи напряжением 6—220 кВ составляет 1143,4 км, в том числе линий электропередачи напряжением 220 кВ — 178,8 км, 110 кВ — 320 км, 35 кВ — 321,5 км, 6-20 кВ — 323,1 км. Линии электропередачи находятся в муниципальной собственности и в собственности нефтедобывающих компаний, за исключением участка ЛЭП 220 кВ длиной 20 км, заходящего на территорию Ненецкого АО со стороны Республики Коми, который эксплуатируется филиалом ПАО «МРСК Северо-Запада» в Республике Коми.